# Campionati sudamericani di atletica leggera 1924
La terza edizione dei campionati sudamericani di atletica leggera si tenne a Buenos Aires, Argentina. 

## Prove maschili[1]

### Corse
| Evento                | Oro                         | Oro     | Argento                    | Argento | Bronzo                       | Bronzo  |
| --------------------- | --------------------------- | ------- | -------------------------- | ------- | ---------------------------- | ------- |
| 100m                  | Miguel Enrico Argentina     | 10"9    | Augusto de Negri Argentina |         | Luis Miguel Cile             |         |
| 200m                  | Félix Escobar Argentina     | 22.1    | Luis Miguel Cile           |         | Roberto García Argentina     |         |
| 400m                  | Félix Escobar Argentina     | 49"4    | Francisco Dova Argentina   | 49"4    | Federico Brewster Argentina  |         |
| 800m                  | Francisco Dova Argentina    | 2'02"9  | Alfredo Iglesias Uruguay   |         |                              |         |
| 1500m                 | Víctor Moreno Cile          | 4'11"9  | Luis Decouvieres Cile      | 4'13"0  | Juan Baeza Cile              |         |
| 3000 m piani          | Manuel Plaza Cile           | 8'56"3  |                            |         |                              |         |
| 5000m                 | Manuel Plaza Cile           | 15'37"2 | Juan Baeza Cile            |         | Luis Celis Cile              |         |
| 10000m                | Manuel Plaza Cile           | 32:19.8 | Juan Bravo Cile            | 33:04.5 | Luis Celis Cile              | 33:12.8 |
| 110 metri ostacoli    | Guillermo Newbery Argentina | 15"8    | Otto Dietsch Argentina     |         | Leandro Gómez Harley Uruguay |         |
| 400 metri ostacoli    | Humberto Lara Cile          | 56"2    | Enrique Thompson Argentina |         | Carlos Müller Cile           |         |
| Staffetta 4×100 metri | Argentina                   | 42"9    | Uruguay                    |         | Cile                         |         |
| Staffetta 4×400 metri | Argentina                   | 3:23.4  | Cile                       |         | Uruguay                      |         |
| 3000 metri a squadra  | Cile                        |         |                            |         |                              |         |
| Corsa campestre       | Manuel Plaza Cile           | 58'17"3 | Juan Baeza Cile            |         | Víctor Moreno Cile           |         |

### Altre gare
| Evento               | Oro                          | Oro     | Argento                       | Argento | Bronzo                        | Bronzo |
| -------------------- | ---------------------------- | ------- | ----------------------------- | ------- | ----------------------------- | ------ |
| Salto in alto        | Valerio Vallanía Argentina   | 1,80    | Hernán Orrego Cile            | 1,75    | Carlos Fernández Uruguay      | 1,70   |
| Salto in lungo       | Ramiro García Cile           | 6,63    | Luis Brunetto Argentina       | 6,63    | Juan Felitto Uruguay          | 6,41   |
| Salto triplo         | Luis Brunetto Argentina      | 14,64   | Alfredo Miserere Argentina    | 13,72   | Ángel Colombo Uruguay         | 13,55  |
| Salto con l'asta     | Jorge Haeberli Argentina     | 3,60    | Ernesto Goycolea Cile         | 3,50    | Roberto Holm Argentina        | 3,50   |
| Getto del peso       | Domingo Minetti Argentina    | 12,74   | Benjamín Acevedo Cile         | 12,49   | Jorge Llobet Cullen Argentina | 12,46  |
| Lancio del disco     | David Martín Estévez Uruguay | 38,34   | Héctor Benapres Cile          | 37,81   | Jorge Llobet Cullen Argentina | 36,83  |
| Lancio del martello  | Alfredo Wismer Argentina     | 41,61   | Jorge Llobet Cullen Argentina | 40,39   | Luis Romana Argentina         | 39,50  |
| Tiro del giavellotto | Arturo Medina Cile           | 53,70   | José Jiménez Argentina        | 50,18   | Guillermo Newbery Argentina   | 48,45  |
| Decathlon            | Enrique Thompson Argentina   | 5876.67 | Guillermo Newbery Argentina   | 5851.7  | Benjamín Acevedo Cile         |        |